# Шок-рок
Шок-рок (англ. shock rock) — разновидность рок-музыки, в которой исполнители при помощи костюмов, бутафории, текстов стремятся шокировать, ужаснуть зрителя. Шок-рок — не музыкальный жанр, этот термин обозначает только стиль выступлений и тематику текстов. Музыка, исполняемая шок-рокерами, может быть любой, чаще всего это хэви-метал или индастриал-рок. Существует также более узкоспециальная разновидность — хоррор-панк.

## Описание

Группа W.A.S.P., 1983 год

Шок-рокеры чаще всего используют атрибутику фильмов ужасов: костюмы, маски, бутафорскую кровь. Представления многих групп сопровождаются театральным шоу, где исполнителей или статистов «вешают», «пытают», «распинают». За это шок-рокеров постоянно осуждает общественность, однако это же прибавляет им скандальной популярности.
Пионером этого направления считается Скримин Джей Хокинс, ещё в 1950-х годах эпатировавший публику необычными костюмами и манерой исполнения. Элис Купер, прозванный «королём ужаса», устраивал на своих концертах представление, в котором «поедал» бутафорских животных, позволял вешать себя, отрубать себе голову, и т. п. К некоторым из этих трюков прибегал в то же время и Оззи Осборн. Группа The Misfits основала направление «хоррор-панк».
В 1980-е и 1990-е шок-рок развили такие музыканты, как Роб Зомби, W.A.S.P., King Diamond, Marilyn Manson. Шоковые представления с демонстрацией крови и страшного грима часто бывают и на концертах блэк-метал и дэт-метал групп. В индастриал-роке некоторые группы придумали другой род шокирующих представлений: откровенно сексуальные. Безоговорочными лидерами в этом направлении шок-рока стали Rammstein, на концертах которых можно увидеть бутафорские пенисы, обнажённых женщин и инсценировки изнасилования.
К середине 1990-х шок-рок приелся и перестал возмущать и пугать публику. Некоторые группы, например, Piledriver, Slipknot и Mushroomhead, всё ещё используют костюмы и маски, но традиции «хоррор-шоу» на концертах плавно уходят в прошлое. В последнее время шок-рок постепенно утрачивает свою «шоковость». Развивается лишь его шуточная, юмористическая ветвь, с самоиронией и самопародией. По этому пути пошли GWAR, Lordi, Mindless Self Indulgence, Коррозия Металла и др.

## Исполнители
- Alice Cooper
- Cradle of Filth
- Dir en grey
- Electric Six
- Frankenstein Drag Queens From Planet 13
- GG Allin
- GWAR
- King Diamond
- Kiss
- Lizzy Borden
- Lordi
- Marilyn Manson
- Mindless Self Indulgence
- Mordor
- Mudvayne
- Murderdolls
- Mushroomhead
- Rammstein
- Rob Zombie
- Screamin' Jay Hawkins
- Screaming Lord Sutch
- Skinny Puppy
- Slipknot
- The Tubes
- Turbonegro
- W.A.S.P.
- White Zombie
- Артур Браун
- Король и Шут
- Коррозия Металла
- Ник Рок-н-ролл

## Галерея
|             |        |           |              |
| Элис Купер  | KISS   | Lordi     | GWAR         |
|             |        |           |              |
| The Misfits | John 5 | Роб Зомби | Кинг Даймонд |